# Kloster der Franziskaner-Terziarinnen (Freising)
Das Kloster der Franziskaner-Terziarinnen war ein ehemaliges Kloster der Terziarinnen des Hl. Franziskus in Freising in Bayern in der Diözese Freising.

## Geschichte
Das Kloster wurde 1484 durch Sixtus von Tannberg, Bischof von Freising gegründet. Der bayerische Herzog Albrecht IV. hatte 10 franziskanische Schwestern aus München ausgewiesen, da sie es abgelehnt hatten, sich einer strengeren Observanz zu unterwerfen. Der Freisinger Bischof erwarb für sie im Jahr 1485 ein prächtiges spätgotisches Giebelhaus an der Westseite der Münchner Straße (später Münchner Straße 4). Das Kloster wurde bereits 1551 wieder aufgelöst. Bis ins frühe 19. Jahrhundert wurden die Gebäude von weltlichen Seelschwestern bewohnt, anschließend dienten sie als Privatwohnungen. 1877 wurden die Gebäude abgerissen, heute steht an der Stelle des früheren Klosters ein Neubau.